# Alikuhnia elegans
Alikuhnia elegans är en ringmaskart som först beskrevs av Alikuhni 1949.  Alikuhnia elegans ingår i släktet Alikuhnia och familjen Hesionidae. Inga underarter finns listade i Catalogue of Life.